# 松平頼篤
松平 頼篤（まつだいら よりあつ）は、江戸時代中期の陸奥国守山藩世嗣。

## 略歴
守山藩3代藩主・松平頼寛の次男として誕生。
兄・頼羆が頼篤誕生前に夭折していたため、嫡子となるが、延享4年（1747年）に8歳で夭折した。弟・頼亮が代わって嫡子となった。